# Mira (Stern)
Mira, ο Ceti (Omikron Ceti), ist ein Doppelstern im Sternbild Walfisch, bestehend aus dem Roten Riesen Mira A, oder einfach Mira, und dem Weißen Zwerg Mira B oder VZ Ceti. Mira A ist ein veränderlicher Stern und Namensgeber für die Mirasterne. Mira liegt in zirka 300 Lichtjahren Entfernung von der Erde.

## Klassifizierung

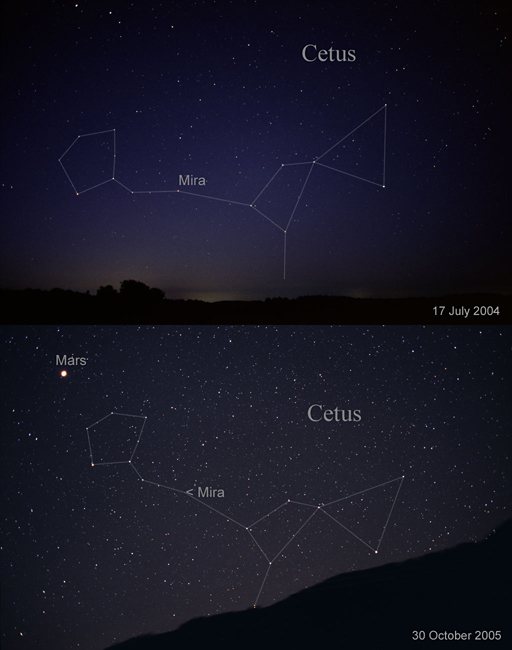
Die Helligkeit von Mira im Sternbild Walfisch (Cetus) verändert sich innerhalb einiger Monate um mehrere Klassen

Mira A ist ein Roter Riese der Spektralklasse M (Hipparcos-Datenbank) und ein pulsationsveränderlicher Stern. Die Leuchtkraft von Mira verändert sich während einer Periode von rund 330 Tagen um bis zu 8 Größenklassen. Dabei sind weder die Periode noch die Helligkeitsminima und -maxima konstant. Im Maximum kann die 2. Größenklasse erreicht werden, womit Mira dann ein auffällig heller Stern am Nachthimmel ist, allerdings fallen manche Maxima wesentlich schwächer aus. Die scheinbare Helligkeit Miras während eines Maximums beträgt so bis zu 1,7 mag, in anderen Fällen nur 4,9 mag. Während des Minimums kann die scheinbare Helligkeit bis zur 10. Größenklasse absinken, sodass für die Beobachtung ein Teleskop erforderlich wird. Die einzelnen Minima weisen mit Werten zwischen 8,6 und 10,1 mag ebenfalls beträchtliche Unterschiede auf. Insgesamt kann Mira im absoluten Maximum 1700 mal heller erscheinen als im absoluten Minimum. Gemessen im infraroten Bereich, in dem Mira den Großteil der Strahlung aussendet, unterscheiden sich jedoch Maximum und Minimum nur um den Faktor 6. Die Zeitspanne von Maximum bis Minimum beträgt etwa 206 Tage, die von Minimum bis Maximum etwa 126 Tage.
Doch nicht nur die Helligkeit, auch das Spektrum von Mira ist variabel. Der Rote Riese mit relativ geringer Oberflächentemperatur verändert seinen Spektraltyp von M5e beim Durchlaufen des Maximums bis zum Spektraltyp M9e während des Minimums. Wenn der Stern nach dem Minimum allmählich wieder heller wird, tauchen im Spektrum ab dem Erreichen der 7. Magnitude Emissionslinien auf (vor allem des Wasserstoffs), die sich dem Absorptionsspektrum überlagern. Deren Intensitäten steigen stetig an, selbst noch kurzzeitig nach Überschreiten des Helligkeitsmaximums, ehe sie dann wieder abnehmen. Das Spektrum weist außerdem auffällige Titanoxid-Banden auf.

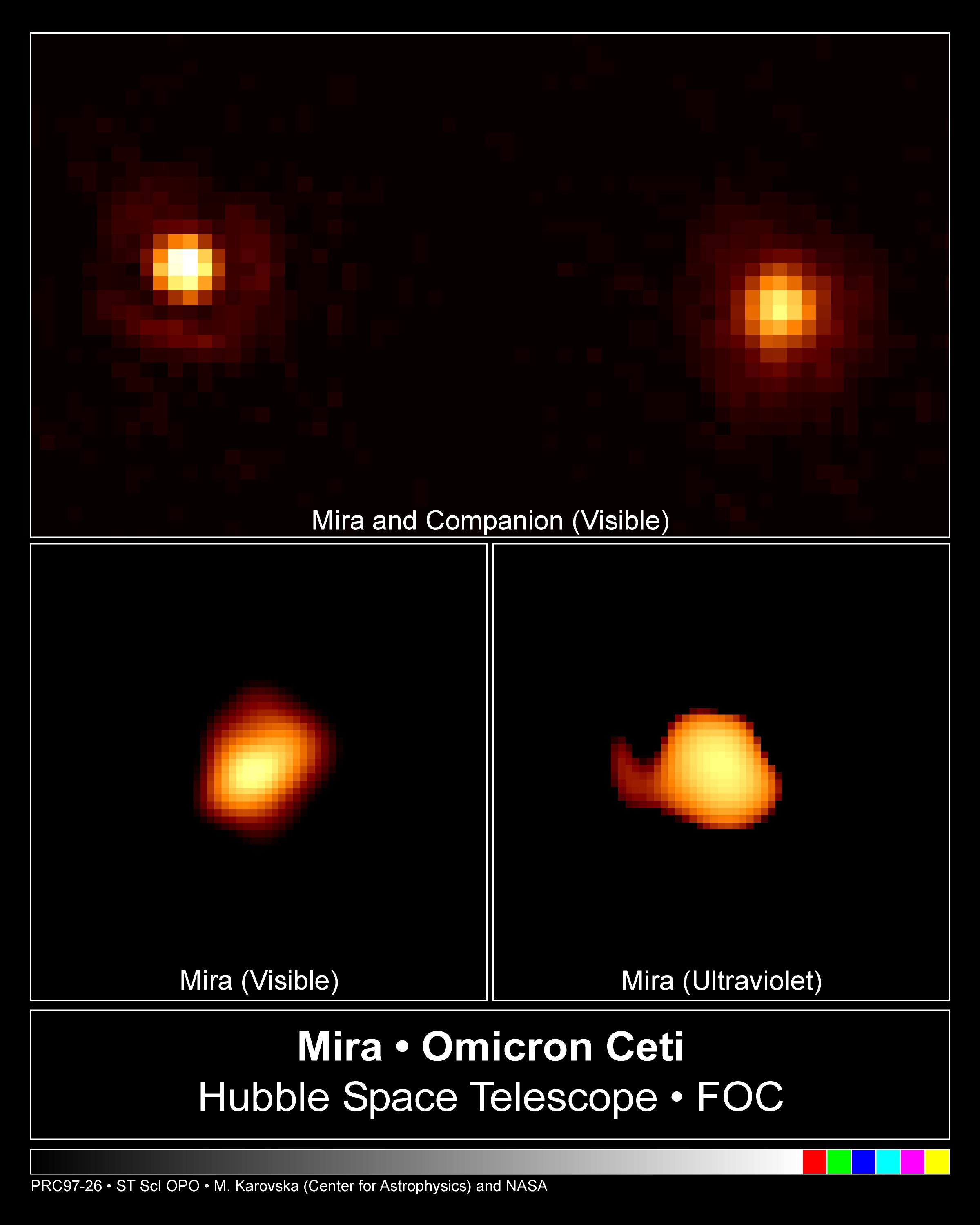
Mira A – oben mit Begleiter Mira B – erscheint vom Hubble-Teleskop aufgenommen flächig, nicht als Punkt

Die Helligkeitsschwankungen von Mira werden durch radiale Pulsationen hervorgerufen, bei denen sich der Stern ausdehnt und wieder zusammenzieht. Ungefähr zum Zeitpunkt des Durchlaufens des Maximums ist der Stern am kleinsten (ca. 330 Sonnendurchmesser, also ca. 460 Mio. km) und weist eine Oberflächentemperatur von etwa 3200 Kelvin auf. Im Minimum beträgt der Durchmesser dagegen ungefähr 400 Sonnendurchmesser (ca. 550 Mio. km) und die Oberflächentemperatur etwa 2900 Kelvin. Die große Schwankungsbreite der visuellen Helligkeit wird vor allem darauf zurückgeführt, dass Mira im Maximum aufgrund der höheren Sterntemperatur einen wesentlich größeren Strahlungsanteil in dem für das Auge sichtbaren Bereich emittiert als im Minimum.
Das Auflösungsvermögen des Hubble Space Telescope außerhalb der Erdatmosphäre reicht hin, trotz einer Entfernung von etwa 300 Lichtjahren den großen Stern flächig erkennbar werden zu lassen, sodass er nicht nur als Punkt erscheint.

## Entdeckung

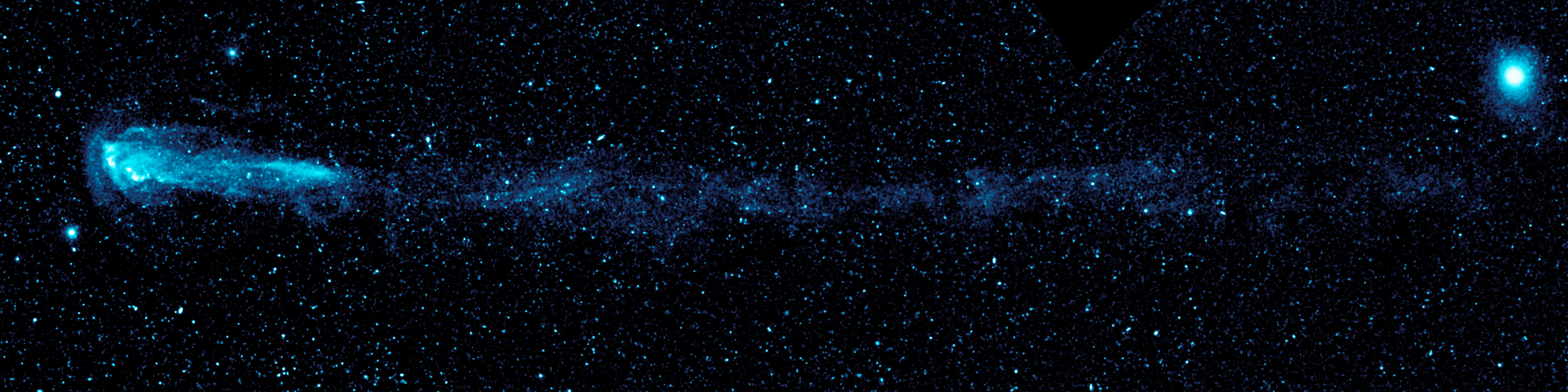
Ultraviolett-Aufnahme des kometenartigen Schweifs

Entdeckt wurde Mira vom ostfriesischen Pfarrer und Amateurastronomen David Fabricius am 13. August 1596. Damals durchlief der Stern sein Helligkeitsmaximum und wies die 2. Größenklasse auf. Mehrere Monate später fahndete Fabricius erneut nach dem Stern, konnte ihn aber nicht auffinden. Dagegen gelang ihm dies bei einer weiteren, am 15. Februar 1609 durchgeführten Beobachtung, als sich Mira als ein Stern dritter Größenklasse zeigte. Auf eine variable Helligkeit Miras dürfte Fabricius trotz dieser Beobachtungen nicht geschlossen haben. Bereits 1603 hatte Johann Bayer den Stern als Omikron Ceti in seinen Himmelsatlas eingetragen. Im Jahre 1638 entdeckte dann Johann Ph. Holwarda, dass Mira ihre Helligkeit mehr oder weniger regelmäßig ändert. Aufgrund dieser seltsamen Eigenschaft erhielt der Stern von Johannes Hevelius seinen Namen – Mira, die „Wundersame“. Bereits um 1660 wurde die durchschnittliche Periodenlänge zu etwa 11 Monaten bestimmt; der französische Astronom Ismael Boulliau schätzte sie beispielsweise auf 333 Tage. Dennoch setzte sich die Erkenntnis der Variabilität Miras erst langsam im weiteren Verlauf des 17. Jahrhunderts allgemein durch. Mira war überhaupt der erste Stern, bei dem Helligkeitsschwankungen konstatiert wurden.
1923 wurde von R.G. Aitken ein schwacher Begleiter (VZ Ceti) gefunden, der Mira mit einer Periode von ca. 500 Jahren umkreist. Dieser ist ebenfalls veränderlich und schwankt mit einer unregelmäßigen Periode zwischen der 9. und 12. Größe. Vielleicht ist er ein Weißer Zwerg und von einer aus dem Sternwind Miras entstandenen Akkretionsscheibe umgeben. 2007 wurde auf Aufnahmen des NASA-Weltraumteleskops GALEX entdeckt, dass Mira als bisher einzig bekannter Stern einen riesigen Schweif besitzt, der dem eines Kometen ähnlich ist und sich über 13 Lichtjahre Länge erstreckt. Er besteht aus Materie der äußeren Hülle, die vom Stern abgestoßen wurde. Die ungewöhnliche Struktur ist die Folge der Wechselwirkung von Miras Sternwind mit dem Gas des interstellaren Mediums, durch das sich Mira mit einer hohen Geschwindigkeit von 110 km/s bewegt. Der jährliche Massenverlust des Sterns beträgt etwa ein zehn Millionstel der Sonnenmasse; und aus dem abgestoßenen Material wird sich ein Planetarischer Nebel bilden.